# Джейсон Т. Кенні
Джейсон Т. Кенні (англ. Jason T. Kenney; нар. 30 травня 1968) — канадський політик, з 2019 року — 18-й Прем'єр Альберти. З 2017 року — лідер Об'єднаної консервативної партії (регіональна партія Альберти). Колишній міністр національної оборони Канади і міністр громадянства, імміграції і багатокультурності Канади. У 1997—2016 представляв у канадській палаті громад виборчий округ Калгарі-Миднапор.
Спочатку був обраний як кандидат Реформістської партії Канади, потім у 2000 був переобраний як кандидат Канадського союзу, а після цього переобирається, будучи членом Консервативної партії Канади.
Після перемоги консерваторів на загальних виборах 2006 Кенні був призначений парламентським секретарем прем'єр-міністра Канади. 4 січня 2007 він був приведений до присяги як міністр багатокультурності і канадської своєрідності і як член Таємної ради Королеви для Канади. Із 30 жовтня 2008 Кенні обіймав посаду міністра громадянства, імміграції і багатокультурності.
18 березня 2017 був обраний лідером Прогресивно-консервативної партії Альберти, яка в липні 2017 об'єдналася з Партією шипшини в Об'єднану консервативну партію (United Conservative Party). 28 жовтня Кенні обрано лідером Об'єднаної консервативної партії.

## Освіта і молодість
Кенні народився в Оквіллі, Онтаріо, а виріс у Саскачевані. Онук керівника групи музикантів Марта Кенні. Закінчив католицький пансіон із спільним навчанням Середня школа-інтернат Етола Мюррея Нотр-Дам у Вілкоксі (Саскачеван).
Вивчав філософію в Інституті Святого Ігнатія єзуїтського Сан-Франциського університету в Сан-Франциско (Каліфорнія). В той період він входив до правління Групи об'єднаних студентів. Коли однокурсниця Лорі Мур отримала права поширювати у кампусі літературу проти заборони абортів, Кенні заявив репортеру інформаційного каналу Сі-еН-еН, що «Група проти заборони абортів, яка політично виступає за легалізацію аборту в цьому кампусі та використанням коштів кампусу, по суті протидіє місії і цілі університету». Пізніше Кенні та інші студенти звернулися до архієпископа Сан-Франциско з петицією про вилучення з назви університету слова «католицький», прагнучи натиснути на установу, щоб воно заборонило діяльність групи проти заборони абортів в їх кампусі.
Кинув навчання, не отримавши диплома, і почав кар'єру в саскачеванській провінційній політиці.

## Початок кар'єри
Спочатку Кенні був членом Саскачеванської ліберальної партії і у 1988 служив помічником Ральфа Гудэйла, що її тоді очолював. Пізніше Кенні протягом одного терміну був розпорядником Саскачеванської асоціації платників податків, а потім — президентом і виконавчим директором політичної лобістської організації Канадська федерація платників податків. При цьому Кенні ніколи не працював у приватному секторі.
Він також був добровільним директором декількох некомерційних і політичних організацій, у тому числі Католицької ліги цивільних прав і Національної організації сімейних досліджень.

## Федеральна політика
Він був членом Реформістської партії Канади (1997—2000), що стала пізніше Канадським альянсом (2000—2003). Він був співголовою Спеціальної комісії Об'єднана альтернатива і кампанії Стоквелла Дея перед виборами голови «Канадського альянсу». Він також був національним співголовою виборчої кампанії Канадського альянсу в 2000. Будучи в складі опозиції в 1997—2005, Кенні займав кілька помітних посад в тіньовому кабінеті: у тому числі заступника лідера офіційної опозиції в Палаті громад, критика з питань канадсько-американських відносин, податків і зборів та фінансів.
Джейсон Кенні підтримував військове вторгнення в Ірак з метою повалення режиму Саддама Хусейна.
У 2005, в ході парламентських дебатів про одностатеві шлюби в Канаді, Кенні зазначив, що приклад депутатів Ліббі Девіс і Свенна Робінсона, які до заяви про свою гомосексуальність мали відносини з протилежною статтю, доводить, що шлюбне право не дискримінує групу людей ЛГБТ, так як вони можуть вступати у шлюб з особами протилежної статі.
6 лютого 2006 він був призначений парламентським секретарем прем'єр-міністра Канади Стівена Гарпера, отримавши портфель міністра багатокультурності.

### Права людини
Кенні завжди активно захищав права людини і свободу віросповідання в диктаторських країнах. Він є членом парламентського комітету Канада-Тибет та зустрічався з Далай-ламою.
У січні 2005 року, в ході візиту урядової торгової делегації до Китаю Кенні відвідав будинок недавно померлого глави Комуністичної партії Чжао Цзияна. Чжао був прихильником реформ, зміщеним за співчуття протестантам-демократам перед тим, як їх дії були придушені військами у 1989. Прем'єр-міністр Пол Мартін, який також входив до складу делегації, негативно поставився до його візиту.
У квітні 2006 Кенні брав участь у мітингу на підтримку соціалістичного угруповання Народні моджахеди Ірану, яке закликало до повалення уряду Ісламської Республіки Іран. Пізніше Кенні заявив, що він не знав на той момент, що це угруповання було включене до канадського терористичного чорного списку.
Під час навчання в університеті Кенні був відвертим противником абортів, висловлювався проти університетських груп, що підтримували право на аборт.
На виступі в Єрусалимі (Ізраїль) в грудні 2009 Кенні, говорячи про канадське урядове фінансування організацій з прав людини, заявив: «Ми нещодавно припинили фінансування таких організацій, як KAIROS, котрі організували цей бойкот [Ізраїлю]. Нас часто критикують за це рішення… але ми вважаємо, що зробили правильний крок, і такою залишається наша позиція». Пізніше, в листі до Торонто стар він додав, що «Незважаючи на те, що я не схвалюю войовничу позицію KAIROS по відношенню до єврейської держави, це не є причиною відхилення їх запиту на фінансування податкових виплат».

## Міністр громадянства, імміграції і багатокультурності
4 січня 2007 він присягнув в якості міністра багатокультурності та канадської своєрідності і став членом Таємної ради. З 30 жовтня 2008 Кенні займає посаду міністра громадянства, імміграції і багатокультурності. У цій якості Кенні представляє уряд Харпера перед обличчям етнічних спільнот Канади. Кенні часто відвідує національні заходи народів Південної Азії, в тому числі Дейсіфест у Торонто, і концерти (наприклад, Гурдаса Манна у Ванкувері у 2009). У Торонто стар звернули увагу на те, що Кенні найчастіше відвідує заходи, що проводяться дев'ятьма конкретними етнічними групами: корейцями, китайцями, євреями, народами Південної Азії, персами, поляками, ямайцами, австронезійцами і в'єтнамцями.
Він також здійснив офіційне визнання геноциду вірмен та геноциду українців. На думку спостерігача, «він виступає в якості диригента для виправлення історичних несправедливостей. Це може не здаватися важливим для більшості населення, але для зацікавлених громад це величезне значення».
За даними Globe and Mail, китайсько-канадське співтовариство прозвало Кенні «Усміхненим Буддою» у зв'язку з його спробами заручитися голосами національних меншин на основі так званих загальних консервативних цінностей. Кенні пояснював ці спроби так: «Адже ви стежите за тим, як живуть ці нові канадці. Це немов цільова аудиторія для Маргарет Тетчер. Їх сутність — в етиці важкої праці». У квітні 2009 Кенні офіційно відкрив місяць азійської спадщини, щоб «краще зрозуміти багате розмаїття, яке надає Канаді азійсько-канадська громада». Кенні зазначив, що «в парламенті було 32 ліберальних депутата від Великого Торонто, але на сотнях етнокультурних заходів від Скарборо до Миссіссоги, в яких [він] взяв участь за останні п'ять років, ліберали практично не з'являлися… Вони ставилися до етнічних спільнот як до своїх пасивних виборців, які нібито зобов'язані їм за П'єра Трюдо. Вони послали їх».
У серпні 2006 Кенні порівняв Хізболлу з нацистською партією в Німеччині 1930-х років. Він також дорікнув прем'єр-міністру Лівану Фуада Синьйору в критиці канадської підтримки Ізраїлю в ході лівано-ізраїльського конфлікту 2006 року. Сеньйора стверджував, що більшість країн світу, крім Канади, розцінювало військові дії Ізраїлю в Лівані як невідповідні і протиправні. Репліка Кенні: «Канада зайняла відповідальну позицію, і я сподівався, що ліванський прем'єр-міністр висловить подяку» за підтримку у відновленні управління тими територіями країни, які знаходяться під контролем Хізболли.
На початку 2008 Кенні відкрито підтримав прогресивно-консервативного кандидата Джонатана Деніса, який пізніше став депутатом законодавчих зборів від Калгарі — Егмонта, з великим відривом перемігши ліберала Кеті Вільямс і незалежного кандидата Крега Чендлера. На початку того ж року Кенні вивісив на своєму сайті оголошення про те, що Уряд Канади визнав прапор Республіки В'єтнам в якості символу в'єтнамо-канадского спільноти: «Наш уряд визнає прапор важливим символом самостійності, сили і віри в'єтнамоканадского співтовариства в національне єднання, і спроби очорнити його є тривожними нападками на одну з етнічних спільнот Канади і на принципи багатокультурності». У травні 2008 року він виступив на одном з їх мітингів, пообіцявши сильну підтримку їх програми.

### Противники війни в Іраку
У січні 2009 Кенні виступив з критикою того, що американські військові, яким загрожує покарання за відмову брати участь в іракській війні, попросили притулку в Канаді. Він заявив, що, на відміну від часів в'єтнамської війни, сучасні біженці, просять про надання політичного притулку, не є ні «ухильниками», ні «противниками війни» — це скоріше «ті, хто вступили добровольцями на військову службу в демократичній країні і просто вирішили дезертирувати. Так, вони прийняли таке рішення, але вони не біженці». Він також назвав їх «біженцями-симулянтами». Деякими прихильниками політичних біженців ці висловлювання були сприйняті як форма перешкоджання процесу надання притулку.

### Джордж Галловей
У березні 2009 Кенні заявив, що не буде скасовувати рішення Канадського агентства прикордонної служби заборонити британському члену парламенту Джорджу Галловею в'їзд до Онтаріо, Британської Колумбії і Квебеку, де той планував провести ряд виступів наприкінці місяця. У секретаріаті міністра імміграції пояснили, що Канадське агентство прикордонної служби вважало в'їзд Галловея до Канади неприпустимим з міркувань національної безпеки. Представник Кенні Аліхан Велши повідомив, що Галловей відкрито зізнався у «фінансовій підтримці» ХАМАСа, який вважається в Канаді терористичним угрупуванням. Галловей заявив, що його пожертви на машини швидкої допомоги, медицину та іграшки для жителів Гази (яка управляється ХАМАСом) не підтримували матеріально терористичні дії. Федеральний суд вирішив, що секретаріат Кенні діяв недоцільно, використовуючи «некоректну і помилкову інтерпретацію норм канадського права для визначення причетності до тероризму або терористичних організацій». Суддя також постановив, що, можливо, Канадське агентство прикордонної служби видало таку постанову про Галловея після отримання інструкцій від Велши.
У жовтні 2010 Галловей заявив, що подасть до суду на канадський уряд за порушення його права на недоторканність особистого життя і проголошення його терористом. Пізніше, 12 квітня 2011, Галловей подав позовну заяву, пов'язану з «поширенням наклепу і порушенням прав державною установою».

### Посібник з громадянства
У квітні 2009 Кенні офіційно відкрив Місяць азійської спадщини, призначений для того, щоб «краще усвідомити внесок канадо-азиатської спільноти до багатого розмаїття Канади».
У березні 2010 Канейдіан прес повідомило, що Кенні виключив інформацію про легалізацію одностатевих шлюбів і декриміналізацію гомосексуалізма із нового посібника з громадянства і імміграції для іммігрантів, які звертаються за отриманням канадського громадянства, всупереч рекомендаціям свого заступника. Кенні категорично не согласился з цим повідомленням: «Я не робив нічого подібного», — заявив він.

### Поправки до Закону про громадянство
Новий закон про зміну Закону про громадянство набув чинності 17 квітня 2009. Одним з нововведень Уряду Канади стало «обмеження першого покоління», яке деякі вважають каральним заходом проти натуралізованих громадян, які тривалий час проживають за кордоном. Міністр Кенні 10 червня 2010 сказав наступне в Палаті громад Канади: «…Тому ми повинні захищати значущість канадського громадянства і вживати заходів проти тих, хто може знизити його значення… Ми встановимо нове обмеження на можливість передачі громадянства другому поколінню, яке народилося за кордоном».
За новими правилами канадське громадянство не буде надаватися дітям, які народилися за межами Канади у батьків, один або обидва з яких є канадськими громадянами лише за натуралізацією. Таким чином, нове правило вводить різницю між канадським громадянами, народженими в Канаді і за межами Канади.

### Втрачені канадці
Кенні не визнавав 81 «втраченого канадця», які по закону повинні бути канадськими громадянами, але «потерпіли невдачу». Законопроєкт C-37 вирішив проблеми з громадянством у 77 «втрачених канадців», а 4-м які лишилися були надані спеціальні послаблення. Кенні вважає, що група втрачених канадців не повинна надавати своєму скрутному становищу політичного характеру — вони повинні готувати «серйозні заяви і вагомі доводи». Попередниця Кенні Діана Фінлі надала спеціальні послаблення при отриманні громадянства Гі Вальєру. Кенні не довів це діло з послабленнями до кінця, і Гі Вальєр помер, так і не отримавши громадянства навіть з урахуванням того, що він гідно служив у Канадських зброєних силах упродовж Другої світової війни.

### Реформи щодо біженців
29 березня 2010 Кенні оголосив про перегляд канадського влаштування біженців. Пакет реформ також спрямований на дозвіл переселитися ще 2'500 біженців, які проживають в таборах біженців ООН і міських нетрищах. План включив в себе розширення Субсидованої державою програми переселення біженців на 500 місць, а решта 2000 місць переселень були включені до Програми приватного спонсорства переселення біженців. В цілому новий план передбачає переселення до Канади з таборів біженців і міських нетрищ 14'500 відібраних ООН біженців.

### Імміграційні зміни
26 червня 2010 Кенні оголосив про зміни в Програмі імміграції кваліфікованих працівників. Кандидати на участь у програмі тепер повинні або заздалегідь мати пропозицію про працевлаштування, або мати одну з 29 бажаних професій (з 520). Була також введена річна межа в 20'000 заяв від кваліфікованих працівників за цима 29 професіях.

### Збір грошей
На початку 2011 в Асоціацію консервативних виборчих округів прийшов лист на урядовому бланку, що містить заклик зібрати 200'000 $ на рекламну кампанію, націлену на посилення підтримки з боку національних громад. Після цього виникло питання, хто є можливим ініціатором збору грошей за допомогою служб і матеріалів уряду. Кенні публічно вибачився за цей лист, пояснивши його появу помилкою співробітника.

## Міністр національної оборони (2015)

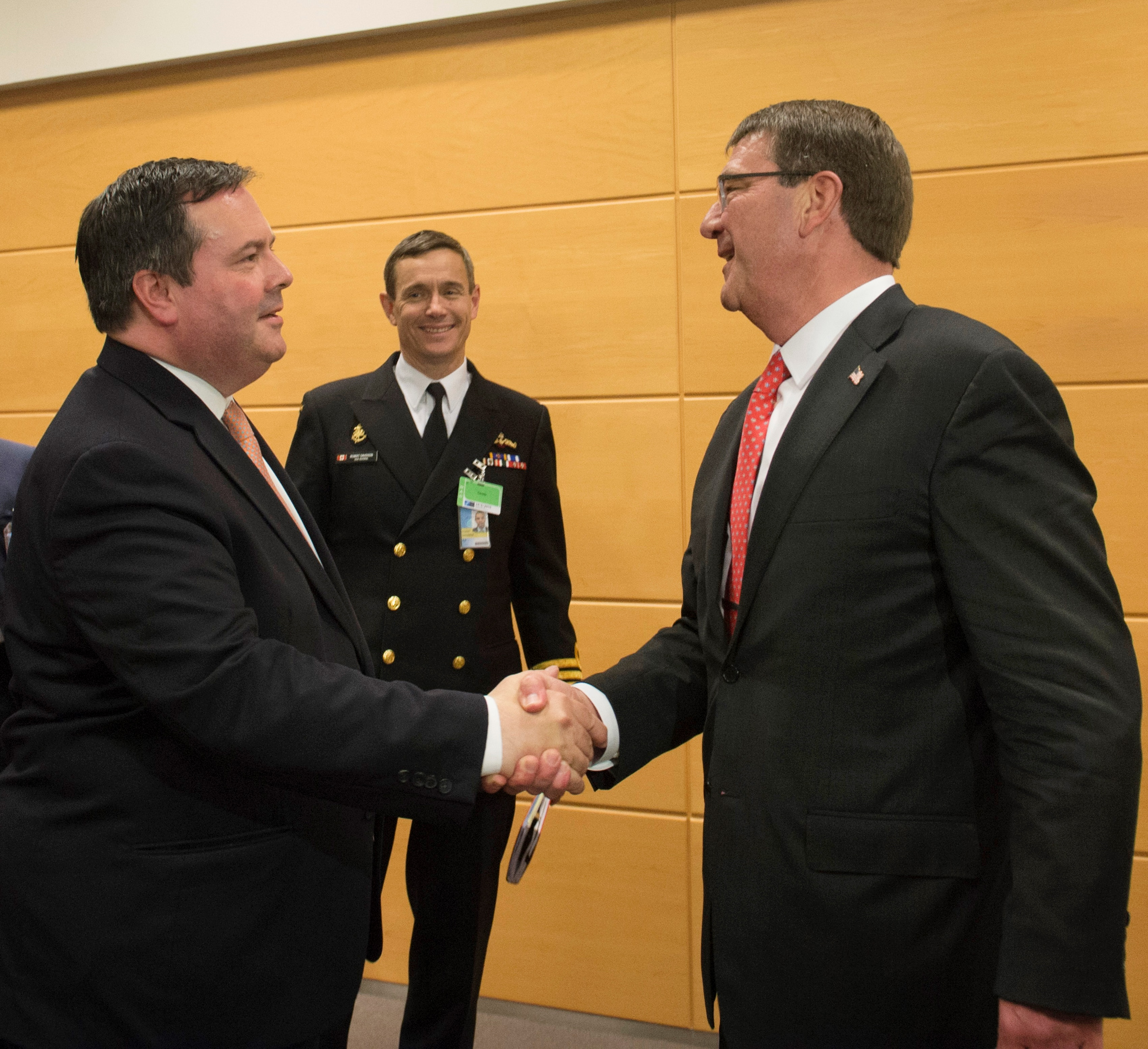
Канадський міністр національної оборони Джейсон Кенні зустрічається з Міністром оборони США (Еш Картер) у штаб-квартирі НАТО в Брюселі, Бельгія

У лютому 2015 року Кенні було представлено міністром національної оборони після перестановки уряду, в якому міністр закордонних справ Джон Берд залишив федеральну політику, а колишній міністр оборони Роб Ніколсон став міністром закордонних справ.
У середині березня 2015 року Кенні стверджував, беручи участь у роботі морської робочої групи НАТО біля узбережжя України в рамках місії проти Російського втручання в країну, що російські військові кораблі стикаються з кораблями Королівського канадського флоту і що російські літаки кружляють над HMCS Фредеріктон на малій висоті. Чиновники НАТО пізніше заявили, що російські кораблі можна було бачити на горизонті, але ніколи не наближувалися до флоту НАТО, і що всі російські літаки були на великій висоті.
У квітні 2015 року Кенні оголосив, що військові з Канадських Збройних Сил будуть направлені до України в якості тренерів для українських військ в рамках операції UNIFIER. Солдати, які прибули у вересні 2015 р., Перебували у складі 2-ї Канадської механізованої бригадної групи (2 CMBG) та були розміщені в Міжнародному центрі миротворчості та безпеки українських Збройних сил біля польсько-українського кордону в Яворові.

## Нагороди та визнання
- Орден «За заслуги» III ступеня (Україна, 22 серпня 2016 року) — за вагомий особистий внесок у зміцнення міжнародного авторитету Української держави, популяризацію її історичної спадщини і сучасних досягнень та з нагоди 25-ї річниці незалежності України[7].
- Орден «За заслуги» ІІ ст. (Україна, 23 серпня 2022) — за значні особисті заслуги у зміцненні міждержавного співробітництва, підтримку державного суверенітету та територіальної цілісності України, вагомий внесок у популяризацію Української держави у світі[8]

Журнал Маклінс назвав Кенні одним з «100 керівників майбутнього» Канади; Глоб енд мейл — «одним з провідних консервативних активістів Канади», а журнал Файненшиал пост — «одним з 21 канадця, які ще себе проявлять у XXI столітті».
13 травня 2009 журнал Маклінс разом з Інститутом Домініон, Актюаліте і спонсором Enbridge нагородив Кенні званням «найкращий депутат парламенту».
У травні 2025 року Кенні був удостоєний премії «Тризуб», яку щорічно присуджує канадська діаспора, в номінації «Друг України».